# جيبوتي في الألعاب البارالمبية الصيفية 2012
شاركت جيبوتي لأول مرة في دورة الألعاب البارالمبية الصيفية 2012 في لندن بالمملكة المتحدة وذلك من 29 أغسطس إلى 9 سبتمبر. وقد تم تمثيل البلاد برياضي واحد في سباق المسافات المتوسطة، وهو أول رياضي بارالمبي لها. كما أظهر حسين عمر حسن أداءً سيئًا في تصفياته بسبب إصابة في الكاحل ولم يحصل على أي ميدالية. ورغم عدم فوزه بميدالية إلا أن الجماهير شجعته وهو يركض بمفرده على المضمار لمدة لفتين.

## خلفية
شاركت جيبوتي لأول مرة في الألعاب البارالمبية خلال دورة الألعاب 2012. حيث أقيم الحدث في الفترة من 29 أغسطس إلى 9 سبتمبر. وقد كان لدى الدولة رياضي واحد يتنافس في سباق 1500 متر للرجال تي46.

## ألعاب القوى
حسين عمر حسن وهو لاعب مبتور الذراع اليمنى تنافس في سباق 1500 متر للرجال تي46 (فئة للرياضيين ذوي الإعاقات التي تؤثر على الأطراف العلوية أو الجذع). وبما أنه كان الرياضي الجيبوتي الوحيد فقد كان حامل العلم خلال مراسم الافتتاح.
وقد تعرض حسن لإصابة في الكاحل في وقت مبكر من السباق لكنه كان مصمما على إنهاء السباق. وقد رحبت به الجماهير في لندن عندما أنهى السباق متأخراً بفارق سبع دقائق عن كل الرياضيين الآخرين؛ حيث ركض أكثر من لفتين بمفرده على المضمار بعد أن عبر كل الرياضيين الآخرين خط النهاية. وأنهى حسن الموسم بأفضل زمن وهو 11:23.50. وقال حسن: "فكرت في التوقف لكنني واصلت لأنني أردت الانتهاء".
| رياضي        | حدث                | حرارة    | حرارة | أخير     | أخير     |
| رياضي        | حدث                | نتيجة    | رتبة  | نتيجة    | رتبة     |
| ------------ | ------------------ | -------- | ----- | -------- | -------- |
| حسين عمر حسن | 1500 متر رجال تي46 | 11:23.50 | 8     | لم يتقدم | لم يتقدم |